# O.C.B.
«O.C.B.» — восьмий студійний альбом польського репера O.S.T.R., випущений 27 лютого 2009 року лейблом Asfalt Records.
Всі треки спродюсовані самим O.S.T.R., крім № 8 — The Returners.

## Список композицій
1. «Strach» — 5:10
2. «Zobacz Co Mówią» — 3:01
3. «Miłości Nie Ma Dziś» — 3:07
4. «Dom» — 3:19
5. «Karma» — 3:12
6. «Flow Virus» (feat. Torae) — 8:03
7. «Dlaczego Mamy Dać» — 3:54
8. «Bez Zasięgu» — 3:09
9. «Po Drodze Do Nieba» — 2:58
10. «Synu» — 5:52
11. «Nigdy Kiedy Piszę» (feat. Main Flow, Kaze) — 2:47
12. «To Pozostaje We Krwi» — 3:53
13. «Real Game» (feat. Evidence of Dilated Peoples) — 6:04
14. «Sam To Nazwij» — 2:40
15. «Nie Każdy» — 2:23
16. «O.C.B.» — 2:22
17. «Cultivation» (feat. Keith Murray, Kochan) — 4:00
18. «Live My Life» (feat. Beneficence, Cadillac Dale) — 4:23
19. «Dla Wszystkich Co Wierzą» — 4:20
20. «Bez Outra» (feat. Hryta) — 5:07